# Марибонду
Марибонду (порт. Maribondo)  —  муниципалитет в Бразилии, входит в штат Алагоас. Составная часть мезорегиона Сельскохозяйственный район штата Алагоас. Входит в экономико-статистический  микрорегион Палмейра-дуз-Индиус.